# Thrixion aberrans
Thrixion aberrans är en tvåvingeart som först beskrevs av Ignaz Rudolph Schiner 1861.  Thrixion aberrans ingår i släktet Thrixion och familjen parasitflugor. Inga underarter finns listade i Catalogue of Life.